# Georgetown (Nueva York)
Georgetown es un pueblo ubicado en el condado de Madison en el estado estadounidense de Nueva York. En el año 2000 tenía una población de 946 habitantes y una densidad poblacional de 9 personas por km².

## Geografía
Georgetown se encuentra ubicado en las coordenadas 42°47′16″N 75°44′47″O / 42.78778, -75.74639.

## Demografía
Según la Oficina del Censo en 2000 los ingresos medios por hogar en la localidad eran de $37,963 y los ingresos medios por familia eran $38,804. Los hombres tenían unos ingresos medios de $21,726 frente a los $22,000 para las mujeres. La renta per cápita para la localidad era de $11,825. Alrededor del 11.4% de la población estaban por debajo del umbral de pobreza.